# James Brady
James Scott Brady, född 29 augusti 1940 i Centralia, Illinois, död 4 augusti 2014 i Alexandria, Virginia, var pressekreterare i Vita huset under Ronald Reagans ämbetsperiod som president 1981–1989.

## Biografi
James Brady utexaminerades 1962 från University of Illinois at Urbana-Champaign. Han var gift två gånger. Brady förlamades i samband med attentatet mot Ronald Reagan 1981, en kort tid efter att ha tillträtt som Vita husets pressekreterare. Efter mordförsöket var Bradys roll som pressekreterare närmast symbolisk och det dagliga arbetet sköttes av en tillförordnad pressekreterare.
Efter sin tid som pressekreterare var Brady aktiv i kampanjen för striktare vapenlagar. År 1994 godkändes en lag som kräver bakgrundskontroller för amerikaner som köper handeldvapen, ofta kallad "Brady Bill".
Polisen bedömde den officiella dödsorsaken som mord i och med att Brady avled till följd av skadorna i samband med attentatet mot Ronald Reagan 33 år tidigare. John Hinckley, Jr. blev inte åtalad för detta eftersom han inte ansågs vara skyldig till det ursprungliga brottet på grund av att han ansågs vara sinnessjuk.